# Рекешдія
Рекешдія (рум. Răcășdia) — село у повіті Караш-Северін в Румунії. Входить до складу комуни Рекешдія.
Село розташоване на відстані 358 км на захід від Бухареста, 39 км на південний захід від Решиці, 90 км на південь від Тімішоари.

## Населення
За даними перепису населення 2002 року у селі проживали 1737 осіб.
Національний склад населення села:
| Національність | Кількість осіб | Відсоток |
| -------------- | -------------- | -------- |
| румуни         | 1437           | 82,7%    |
| цигани         | 275            | 15,8%    |
| угорці         | 12             | 0,7%     |
| німці          | 6              | 0,3%     |

Рідною мовою назвали:
| Мова      | Кількість осіб | Відсоток |
| --------- | -------------- | -------- |
| румунська | 1449           | 83,4%    |
| циганська | 273            | 15,7%    |
| угорська  | 10             | 0,6%     |